# Henry Sweet
Henry Sweet (født 15. september 1845 i London, død 30. april 1912 i Oxford) var en engelsk sprogforsker. 
Han studerede i Heidelberg og Oxford, men af større betydning for ham var det, at han fik undervisning i fonetik af Alexander Melville Bell, der lige havde udgivet sit epokegørende værk Visible Speech. Sweet blev snart en af Europas bedst kendte fonetikere og bidrog meget til at uddybe og udbrede fonetiske lærdomme, dels ved sine bøger Handbook of Phonetics (Oxford 1877) og Primer of Phonetics (Oxford 1890, 3. udgave 1906), dels ved en række afhandlinger om enkelte sprogs lydsystemer, offentliggjorte i Transactions of the Philological Society (Danish Pronunciation, 1873, Sounds and Forms of Spoken Swedish, 1878, Russian Pronunciation, 1878, Spoken Portugueze, 1883, Spoken North Welsh, 1884). Af sit eget modersmål i dets talte skikkelse leverede han mønsterværdige skildringer i Elementarbuch des gesprochenen Englisch (Leipzig 1885, 3. udgave 1895) og Primer of Spoken English (Oxford 1890, 3. udgave 1908). Ved siden deraf har han virket for studiet af oldengelsk ved lærebøger (blandt andre Anglo-Saxon Reader, Oxford 1876, 7. udgave 1894), ved en ordbog The Student's Dictionary of Anglo-Saxon (Oxford 1897), og ved fortræffelige udgaver af tekster (King Alfred's West-Saxon Version of Gregory's Pastoral Care, London 1871, King Alfred’s Orosius, sammesteds 1883, The Oldest English Texts, sammesteds 1885). Engelsk sproghistorie og grammatik har Sweet behandlet i History of English Sounds (Oxford 1888) og New English Grammar (Oxford I 1892, II 1898), spørgsmål af mere almindelig art i The Practical Study of Languages (London 1899) og The History of Language (London 1900). Ved sine mangesidige kundskaber, sin stærke fremhæven af talesproget og sin skarpe kritik har Sweet haft stor indflydelse på hele skarer af nyere sprogforskere, mere dog uden for end i selve England. Medens han selv blev æresdoktor i Heidelberg og Glasgow og medlem af Videnskabernes Selskab i München, København og Berlin, var hans eget universitet mindre ivrigt for at anerkende ham, og først 1901 fik han der en docentplads i fonetik. Sweet er også forfatter til et stenografisk system (Manual of Current Shorthand [Oxford 1892]). Efter hans død udgav Wyld hans Collected Papers (Oxford 1913).